# Stéphane Guillaume
Stéphane Guillaume (ur. 9 lutego 1984 w Saint-Marc) – haitański piłkarz występujący na pozycji obrońcy.

## Kariera klubowa
Guillaume karierę rozpoczynał w 2002 roku w zespole Aigle Noir AC. Grał przez 3 sezony. W 2005 roku podpisał kontrakt z amerykańskim klubem Colorado Rapids z MLS. Spędził tam sezon 2005, jednak w barwach Colorado nie rozegrał żadnego spotkania. W 2006 roku odszedł do Miami FC z ligi USL First Division, stanowiącej drugi poziom rozgrywek. Spędził tam trzy sezony.
W 2009 roku Guillaume przeszedł do Cleveland City Stars, także grającego w USL First Division. Po sezonie 2009 odszedł z klubu. Następnie, w latach 2013–2015 grał w Fort Lauderdale Strikers z NASL, a w 2017 roku był zawodnikiem zespołu CASA Team Haiti.

## Kariera reprezentacyjna
W reprezentacji Haiti Guillaume zadebiutował w 2003 roku. W 2007 roku został powołany do kadry na Złoty Puchar CONCACAF. Zagrał na nim w meczach z Gwadelupą (1:1), Kostaryką (1:1) i Kanadą (0:2), a Haiti zakończyło turniej na fazie grupowej.
W latach 2003–2009 w drużynie narodowej rozegrał 29 spotkań.